# Namahana Piʻia
Titre
Reine consort d'Hawaï
1er janvier 1810 – 8 mai 1819
(9 ans, 4 mois et 7 jours)
Lydia Namahana Piʻia, née vers 1790 à Hana, sur l'île de Maui (Hawaï), et morte vers 1840 à Honolulu dans le royaume d'Hawaï, est une reine hawaïenne.

## Biographie
En qualité d'épouse du roi Kamehameha Ier, elle est une reine consort entre 1810 et 1819. Elle est la sœur des reines Kaʻahumanu et Kalākua Kaheiheimālie mais également la tante des reines Kekāuluohi et Kamāmalu ainsi que de la princesse Kinau. Remarié avec le prince Gideon Peleioholani Laanui, neveu de Kamehameha, elle est à l'origine de la maison de Laanui. 
Nāmāhāna Piʻia est également gouverneure de l'île d'Oahu. 